# Shabkhūs Pahlū
Shabkhūs Pahlū är en ort i Iran.   Den ligger i provinsen Gilan, i den norra delen av landet, 190 km nordväst om huvudstaden Teheran. Shabkhūs Pahlū ligger 302 meter över havet och antalet invånare är 213.
Terrängen runt Shabkhūs Pahlū är varierad. Runt Shabkhūs Pahlū är det ganska tätbefolkat, med 134 invånare per kvadratkilometer. Närmaste större samhälle är Lāhījān, 19,8 km nordväst om Shabkhūs Pahlū. Trakten runt Shabkhūs Pahlū består till största delen av jordbruksmark.